# 田虎
田 虎（でん こ）は中国の小説で四大奇書の一つである『水滸伝』の登場人物。
大宋国を蹂躙する四大叛徒の一人で威勝州沁源県の出身。河北一帯に大勢力を築き上げ自ら晋王と号した。朝廷に招安を受け帰順した梁山泊の好漢達が大遼国を退けて後、次に朝廷が彼らに田虎の討伐を命じた事で、官軍として遠征してきた彼らを迎え撃つ事となる。
この梁山泊の好漢達による田虎討伐の物語は百二十回本の第91回から第100回の全10回に渡って描かれている。この部分は、百回本にはなく、百二十回本での増補部分であり、百回本では彼の名は、四大寇の一人として登場するのみである。

## 生涯
威勝州沁源県の出身で猟師を生業としていたが、腕力に秀で武芸にも通じていたため不良仲間達の顔役で鳴らしており、徒党を組んでは略奪を働いていた。水害や旱魃などの天候不順に見舞われ荒廃した人心を扇動した田虎は野望を膨らませていき、腐敗し堕落した州県に駐屯する官軍を襲撃すると次第に州郡を占領していくようになる。やがては威勝、汾陽、昭徳、晋寧、蓋州の五州とその管下である五十六県を占領。梁山泊の好漢達が遼を退けて凱旋した時には、この上に衛州を攻め取ろうとしていた。日々増大する自らの勢力に驕る田虎は宋国からの独立を宣言。国号を晋と定め自らは晋王を僭称するに至る。
しかし、田虎の勢力拡大の噂を聞きつけた梁山泊の首領宋江が自ら朝廷に田虎討伐を願い出て、好漢達を率いて官軍として攻め寄せてくると一転して劣勢に追い込まれる事になる。幻魔君の異名を持つ妖術の使い手喬道清や、国舅鄔梨の養女であり瓊矢鏃と渾名される石礫の名手瓊英らの活躍で幾度か宋軍を窮地に陥れる場面もあったものの、その喬道清や瓊英を含む多くの武将達の裏切りに遭い次々に城は陥落。占領した州県も宋朝側に奪還されていく。
麾下には数多くの名将豪傑を従えていた田虎だが、本人は腕力に秀でている以外では特に君主として有能という訳でもなく、宋軍が本拠地である威勝に攻め寄せてきた時には驚きのあまり慌てふためくばかりで、取り巻きの文武諸官も金国への投降を言い出す始末であった。その後も梁山泊に内通した葉清の甘言に乗せられて親征を決めた挙句、親征の途についても戦場に向かうのに姫妾を従軍させ、あまつさえ宿営先で酒盛りを催すなど成り上がり者らしい無能ぶりを随所で露呈させている。その小悪党らしい無能さは最後まで変る事無く、全羽と名を偽り瓊英の夫として田虎軍に潜入していた張清に、既に宋軍の占領下となった襄垣へと言葉巧みに誘き出されて生け捕りにされてしまう。その後、田虎は共に捕らえられた弟の田豹、田彪らと共に宋朝の首都東京へと送られ凌遅刑を言い渡されて刑死した。